# Ludwig Daxsperger
Ludwig Daxsperger (* 8. Juli 1900 in Raab (Oberösterreich); † 20. November 1996 in Linz) war ein österreichischer Komponist, Musikpädagoge, Domorganist und Chorleiter.

## Leben und Wirken
Daxsperger besuchte das Bischöfliche Lehrerseminar Linz und wurde zunächst Volksschullehrer. Anschließend studierte er in Wien, unterrichtete an den Bundeslehrerbildungsanstalten in Salzburg und Linz. Ab 1930 bis 1982 war er Domorganist und ab 1945 leitete er das städtische Symphonieorchester bzw. wirkte als Konzertorganist in Linz. Von 1945 bis 1965 leitete er den Brucknerchor Linz und war Gründungsmitglied des Brucknerbundes Oberösterreich. Er war Ritter des Gregoriusordens und Mitglied der Innviertler Künstlergilde.

## Werke
Daxsperger hat u. a. die großen Werke Max Regers uraufgeführt. Er ist Verfasser zahlreicher Chöre und Liedervertonungen, u. a. von Gedichten Enrica von Handel-Mazzettis und Franz Stelzhamers. Zu seinen Hauptwerken zählen:
- Das Wessobrunner Gebet, für gemischten Chor, Orchester und Orgel, (1928)
- 84. Psalm für Soli, gemischten Chor und Orchester (1927)
- Requiem für gemischten Chor und Orgel (1918)

## Auszeichnungen
- Berufstitel Professor
- Österreichisches Ehrenkreuz für Wissenschaft und Kunst
- In Zell an der Pram wurde der Ludwig Daxsperger Weg nach ihm benannt.